# أنوا (مسرحية)
أنوا هي مسرحية للشاعرة الغانية اما اتا ايدو نُشرت في عام 1970، بعد عودة ايدو من جامعة ستانفورد في كاليفورنيا للتدريس في جامعة كيب كوست. تستند أنوا إلى حكاية غانية تقليدية لابنة ترفض الخاطبين اللذين اقترحهما والداها أوسام و بادوا، وتتزوج من شخص غريب تم الكشف عنه في النهاية على أنه الشيطان المتخفي. تدور أحداث المسرحية في سبعينيات القرن التاسع عشر على جولد كوست، وتحكي قصة زواج البطلة أنوا الفاشل من تاجر العبيد كوفي أكو.
تتمتع المسرحية بسمة فريدة حيث يقوم زوجان، رجل عجوز وامرأة عجوزه، بدور الجوقة. يقدمون أنفسهم على انهم نقاط بالغة الأهمية في المسرحية ويعطون وجهات نظرهم الخاصة حول الأحداث في المسرحية.
إن موقف أنوا من كونها امرأة مستقلة حديثة يُغضب زوجها كوفي أكو ويطلُب منها أن تكون مثل النساء «العاديات» الأُخريات. تعيش أنوا في عالم مليء بالهلوسات, والحزن لعدم مقدرتها على إنجاب طفل يكتنفها. زوجها الثري الذي يشعر بالإحباط من زوجته, يطلب منها أن تتركه. تخوض أنوا جدال مع زوجها كوفي أكو لتكتشف بأنه غير قادرة على الإنجاب وأن الخطأ في كونها بلا أطفال يكمن فيه وليس فيها. افشاء هذه الحقيقة دفعت كوفي أكو بإطلاق النار على نفسه و إزهاق أنوا روحها غرقاً.
أنوا تمثل المرأة العصرية التي ترغب في اتخاذ قراراتها بنفسها وعيش حياتها حسب اختيارها. تخوض أنوا صراع إضافي وهو أنه على الرغم من كونها امرأة قبلية ،إلا أنها تتمتع بصفات المدينة التي نشأت فيها. غير أن موقفها يؤدي إلى تدميرها.

## الشخصيات
أنوا - أنوا هي بطلة المسرحية. وهي زوجة كوفي أكو, وكذلك الطفلة الوحيدة لأبينا بادوا و أوسام. يتم وصف أنوا لأول مرة بأنها شابة «نحيفة و هزيلة البنية». يتم تصويرها على أنها امرأة حرة الروح تُقدر اتخاذ قراراتها الخاصة وتعيش نوع الحياة التي تريدها لنفسها.
كوفي أكو - كوفي أكو هو زوج أنوا. لقد جاء من منزل نسونا, الذي يُنظر إليه على أنه أحد أفضل المنازل في يبي - وفقًا لأوسام. يتم وصف كوفي على أنه شاب حسن المظهر، «طويل القامة, عريض المنكبين’». كوفي رجل أعمال مجتهد يتاجر بجلد الحيوانات من أجل لقمة العيش. حيث أصبح كوفي أحد أغنى الرجال في جولد كوست.
أبينا بادوا - أبينا بادوا هي والدة أنوا وزوجة أوسام. وقع خلاف بين بادوا و ابنتها أنوا بعد احتجاجها على زواج ابنتها من كوفي أكو. تتمنى بادوا أن تكون ابنتها أشبه بنساء اليبي التقليديين.
أوسام - أوسام هو والد أنوا وزوج بادوا. على عكس بادوا, لا يبالي أوسام بمن يتزوج أنوا ويترك القرار لابنته. غالبًا ما يُرى أوسام وهو يدخن في المسرحية.
الرجل العجوز - الرجل العجوز هو نصف «الفم الذي يقوم بالثرثرة». الرجل العجوز والمرأة العجوزة يخلقان عرضًا بحوارهما. يعتبر كل من الرجل العجوز والمرأة العجوزة من رواة الشخص الأول. يتم وصف الرجل العجوز بأنه «هادئ» و «منظم».
المرأة العجوزة - المرأة العجوزة هي نصف «الذي يقوم بالثرثرة». تخلق المرأة العجوزة, جنبًا إلى جنب مع الرجل العجوز, عرضًا بحوارهم. تعتبر كل من المرأة العجوزة والرجل العجوز من رواة الشخص الأول. تمشي المرأة العجوز بعصا ولكنها دائمًا ما تكون مضطربة وغالبًا ما تُرى وهي تتحرك.
الصبي - الصبي عبد لكوفي وأنوا. يشار إلى الصبي فقط باسم «الصبي» في المسرحية. على الرغم من أن أنوا قاحلة وبدون أطفال, إلا أن الصبي يشير إلى أنوا على أنها «أم» وكوفي على أنه «أب».
الفتاة - الفتاة هي عبدة لكوفي وأنوا. يشار إلى الفتاة في المسرحية بـ "الفتاة" فقط. مثل الصبي, تشير الفتاة إلى أنوا بـ "الأم" و كوفي بـ "الأب". الفتاة مغرمة بكوفي وأنوا وتتمنى لو كانت طفلتهما.
بانين - بانين عبد يبلغ من العمر ثماني سنوات لكوفي وأنوا. بانين هو الشقيق التوأم لكاكرا.
كاكرا - كاكرا عبد يبلغ من العمر ثماني سنوات لكوفي وأنوا. كاكرا هو الأخ التوأم لبانيين.

## المواضيع والأفكار
هناك العديد من الموضوعات والأفكار في جميع أنحاء أنوا اما اتا ايدو؛ ومع ذلك ، فإن الموضوعات الرئيسية التي اتفق عليها العلماء هي كما يلي:
التقاليد/الممارسات الثقافية
أشار العلماء إلى أهمية الممارسات التقليدية / الثقافية فيما يتعلق بالشخصيات المختلفة في المسرحية. على سبيل المثال, والدة أنوا بادوا لديها مشاعر قوية فيما يتعلق بزواج ابنتها من رجل قادر على توفير أسلوب حياة محدد لها. تتكئ  بادوا على زوجها (أوسام) للحصول على الدعم لكنه يقابلها بعدم الاهتمام لأنه يفضل أن يرى ابنته تصبح كاهنة, الأمر الذي ترفضه بادوا تمامًا. تستمر بادوا في التمسك بمعتقداتها التقليدية حول الطريقة التي يجب أن تسير بها حياة بناتها, (زواج ابنتها من رجل توافق عليه ، ولديه مزرعة و إنجاب العديد من الأطفال، وما إلى ذلك) مما يؤدي إلى إحداث فجوة بين المرأتين عندما تذكر ابنتها أنوا إنها ستتزوج كوفي أكو, رجل لم تتخيل بادوا أن تنتهي ابنتها معه.
بينما تتحدى أنوا رغبات والدتها في الحصول على شريك أكثر تقليدية ونمط حياة في نهاية المطاف، فإنها تضغط في نفس الوقت على زوجها كوفي أكو ليخضع لمعتقدات ثقافية معينة. عندما تدرك أنوا أنها غير قادرة على الإنجاب، فإنها تحث كوفي على الحصول على عدة زوجات من أجل خلق ديناميكية عائلية مقبولة ثقافيًا. عندما يقاوم كوفي, تواجه أنوا صعوبة في قبول قراره وتواصل الضغط عليه.
النسوية
جادل العديد من العلماء بالدور الذي تلعبه النسوية في جميع أنحاء أنوا، لكن ما يمكن الاتفاق عليه هو أنه موجود بشكل ما. تمثل شخصية أنوا على سبيل المثال رفضًا للمعايير الثقافية بأكثر من طريقة. عندما اختارت أنوا, كوفي أكو كرجل ستتزوجه،, فإنها لم تفعل ذلك لأنه سيوفر لها أسلوب حياة مقبول ثقافيًا, بل إنها تتخلى عن تلك الفكرة القمعية وتتزوجه فقط بناءً على مشاعرها تجاهه.
عندما تنطلق علاقة كوفي وأنوا، سرعان ما يدرك طبيعتها المهيمنة المتمردة. ترفض أنوا الممارسة الثقافية التقليدية المتمثلة في أن تكون الزوجة ربة منزل وتتكيف على حياة الترحال مع زوجها بسرعة. حتى عندما يقترح كوفي أن حياة الترحال ستزداد صعوبة، فإنها تقاوم مدعية أنها تستمتع بها. هذا الموقف هو شيء يجده كوفي مربكًا لأن النساء تقليديًا لا يرغبن في حياة «الأشغال الشاقة» وبالتالي يتساءل لماذا يجب أن تكون صعبة للغاية ومتمردة في النهاية.
العبودية
العبودية هي موضوع سائد في جميع أنحاء أنوا, وتقترح ايدو نوعًا من الامتثال داخل المجتمع تجاه تجارة العبيد  في المحيط الأطلسي. شخصية أنوا لا تتفق بشدة مع استخدام العبيد وتتجادل مع زوجها بسبب ذلك. في الواقع , تفضل أن تجعله يتزوج عدة نساء للمساعدة في عملهن بدلاً من استعباد الناس للقيام بذلك. في المرحلة الثالثة من المسرحية, نرى أنوا تتأمل في محادثة بينها وبين جدتها تعلمت فيها عن العبيد لأول مرة. إنها ذكرى تطاردها وصاغت في النهاية مشاعرها تجاه رغبة زوجها في امتلاك عبيد يتمسكون بمعتقداتها الخاصة.

## التأثيرات والتنمية
وفقًا للفنانين مينا نييمي ويابا بادوي, تمثل مسرحية أنوا للكاتبة ايدو عنصرًا ذا رؤية في تاريخ إسكات منظور المرأة الأفريقية وصوتها. ومع ذلك, وبشكل أكثر تحديدًا, تمثل ايدو أهمية تحدي الأدوار الجنسانية غير المتجانسة والمهيمنة من خلال التعبير عن التواصل الصريح والصادق بين كل من الشخصيات الأنثوية والذكرية من خلال نصها. لذلك, نظرًا لأن ايدو اعتبرت أن صوتها ودورها كمؤلفة أفريقية أدنى من نظرائها من الذكور, فإنه يسلط الضوء في النهاية على القضايا المحيطة بعدم المساواة بين الجنسين والتحريف من الناحية الأدبية ، وكذلك الاجتماعية. بهذه الطريقة ، كما تجادل كوني رابو, فإن عمل ايدو الخيالي هو تمثيل رمزي لتجاربها في العالم الواقعي باعتبارها كاتبة وكاتبة مسرحية أفريقية. تمثل أنوا للكاتبة ايدو نهجًا ذا رؤية لمعالجة ومناقشة الأدوار الثنائية بين الجنسين من خلال تصويرها للذكورة والأنوثة.

## الأوسمة والجوائز والعروض
أصبحت أنوا مسرحية شهيرة مبنية على الفولكلور الغاني. تم إنتاج المسرحية في لندن, إنجلترا, في عام 1991 من قبل دار العلوم الإنسانية (نيويورك ، نيويورك) في عام 1970. في معرض الكتاب الدولي السنوي في زيمبابوي في عام 2002 , نالت أنوا التقدير كجزء من المجموعة المسماة "أفضل اثني عشر كتابًا من تأليف" المرأة الأفريقية ", وهي مجموعة من المقالات النقدية عن أحد عشر عملاً خياليًا ومسرحية واحدة. أدرج معرض زيمبابوي الدولي للكتاب الكتب الأدبية الاثني عشر على أنها "أفضل 100 كتاب في إفريقيا في القرن العشرين" لأول مرة.
خلقت أنوا أيضًا تأثيرًا اجتماعيًا للاعتراف في أمريكا عندما قام طاقم عمل متعدد الثقافات من جامعة كاليفورنيا في سانتا باربرا بأداء المسرحية في عام 2012. من المعروف أن المسرحية هي مسرحية أفريقية معاصرة بسبب التأثير الاجتماعي الإيجابي لدور الشخصية الرئيسية في المسرحية. يمكن العثور على أنوا أيضًا في الغلاف الورقي بعنوان المسرحيات الأفريقية المعاصرة (المدرجة في صفحة مجموعة بلومزبري), وهي مجموعة من المسرحيات البارزة على مدار الـ 25 عامًا الماضية في المسرح الأفريقي. إنه يكرم أهمية المسرحية التي تسلط الضوء على الثقافة والتقاليد الأفريقية.